# XIX Corpo de Exército (Alemanha)
O XIX Corpo de Exército (em alemão: XIX. Armeekorps) foi um Corpo de Exército da Alemanha na Segunda Guerra Mundial. A unidade foi formada no dia 1 de julho de 1939 em Wien, em Wehrkreis XVII. O Stab era formado pelas unidades motorizadas da 2 e 4ª Divisão Panzer.
Foi ordenada o redesignação do Corpo para Panzergruppe Guderian no dia 28 de maio de 1940 por ordens de Adolf Hitler, sendo esta concluída no dia 1 de junho de 1940. O Corpo foi reformado mais tarde no mesmo mês. No dia 16 de novembro de 1940 o Generalkommando foi redesignado como sendo o 2º Panzergruppe.

## Comandantes
| Comandante                   | Data                                         |
| ---------------------------- | -------------------------------------------- |
| Generaloberst Heinz Guderian | 1 de setembro de 1939 – 5 de junho de 1940   |
| Generaloberst Heinz Guderian | 30 de junho de 1940 – 16 de novembro de 1940 |

## Chef des Stabes
| Generalmajor i.G. Walther Nehring                 | formação - 24 de outubro de 1940 |
| Oberstleutnant i.G. Kurt Freiherr von Liebenstein | 25 de outubro de 1940 - dispensa |

## Oficiais de Operações (Ia)
| Major von der Burg             | 1 de setembro de 1939 – 25 de fevereiro de 1940) |
| Oberstleutnant Fritz Bayerlein | 25 de fevereiro de 1940 – 16 de novembro de 1940 |

## Área de Operações
| Polônia  | setembro de 1939 - maio de 1940 |
| Alemanha | outubro de 1939 – maio de 1940  |
| França   | maio de 1940 - novembro de 1940 |

## Serviço de Guerra
| Data             | Exército     | Grupo de Exército | Lugar                     |
| ---------------- | ------------ | ----------------- | ------------------------- |
| setembro de 1939 | 4º Exército  | Nord              | Prússia Oriental, Polônia |
| dezembro de 1939 | 12º Exército | A                 | Eifel                     |
| janeiro de 1940  | 12º Exército | A                 | Eifel, Maas, Dunquerque   |
| julho de 1940    | 18º Exército | OKH               | Berlim                    |
| setembro de 1940 | —            | OKH               | Berlim                    |

## Organização
1 de setembro de 1939
- 2ª Divisão de infantaria Motorizada
- 30ª Divisão de infantaria Motorizada
- 3ª Divisão Panzer
- Panzer-Lehr-Abteilung

16 de junho de 1940
- 1ª Divisão Panzer
- 2ª Divisão Panzer
- 29ª Divisão de infantaria Motorizada
- 6ª Divisão Panzer
- 8ª Divisão Panzer
- 20ª Divisão de infantaria Motorizada